# Đào Trọng Khánh
Đào Trọng Khánh (9 tháng 5 năm 1940 – 20 tháng 9 năm 2023) là một trong những đạo diễn, nhà sản xuất hàng đầu của nền điện ảnh tài liệu Việt Nam. Ông giữ kỉ lục là cá nhân đoạt nhiều giải thưởng nhất tại Liên hoan phim Việt Nam với 7 lần đoạt giải đạo diễn và biên kịch xuất sắc. Với những đóng góp cho điện ảnh Việt Nam nói chung và lĩnh vực phim tài liệu nói riêng, ông đã được Nhà nước phong tặng danh hiệu Nghệ sĩ nhân dân (2001) và trao tặng Giải thưởng Nhà nước (2007). Ông còn được biết đến là một nhà thơ với bút danh Đào Nguyễn.

## Tiểu sử
Sinh ngày 9 tháng 5 năm 1940 tại Hải Phòng, Đào Trọng Khánh trưởng thành trong giai đoạn ác liệt của hai cuộc chiến tranh giải phóng đất nước. Đầu những năm 1960, trước khi đến với điện ảnh, ông từng là công nhân làm việc trong Cảng Hải Phòng những năm chiến tranh chống Mỹ.
Bắt đầu bước vào nghề điện ảnh từ năm 1965, Đào Trọng Khánh quyết định chọn lĩnh vực phim tài liệu cho sự nghiệp nghệ thuật của mình. Ông đã trực tiếp cầm máy quay ghi lại những thước phim lịch sử về Hải Phòng trong những ngày bị máy bay Mỹ bắn phá. Nhiều năm làm việc tại Hãng phim Tài liệu và Khoa học Trung ương, ông đã đảm nhiệm qua hầu hết các vai trò của một nhà sản xuất như viết kịch bản, viết lời bình, làm đạo diễn cho hàng chục bộ phim tài liệu khác nhau. Dù làm việc ở cương vị nào thì những bộ phim ông tham gia sản xuất luôn tạo được một phong cách nghệ thuật riêng, bởi chất thơ được khéo léo sử dụng trong một thể loại điện ảnh vẫn thường được coi là khô khan, khó tiếp nhận với phần lớn khán giá như thể loại phim tài liệu.
Đào Trọng Khánh còn được biết đến là một nhà thơ với bút danh Đào Nguyễn. Cùng với Văn Cao, Thi Hoàng, Thanh Tùng... ông là một trong những người đã góp phần tạo nên một trường phái thơ đặc trưng của Hải Phòng trong những năm chiến tranh khốc liệt. Một số người bạn thân cùng thế hệ với ông sau này cũng gặt hái được nhiều thành công trong con đường nghệ thuật như nhà viết kịch Lưu Quang Vũ, nhà thơ Thi Hoàng, nhà thơ Thanh Tùng, nhà văn Nguyễn Khắc Phục và họa sĩ Lê Đại Chúc.
Hầu hết các phim ông làm đều được giải thưởng, với gần 20 giải cao cho các tác phẩm, trong đó có 7 giải cá nhân (3 giải kịch bản, 4 giải Đạo diễn xuất sắc nhất). Tại Liên hoan phim Việt Nam lần thứ 8 (1985), ông nhận hai giải Bông sen vàng cho 2 phim tài liệu: Một phần 50 giây cuộc đời và Việt Nam - Hồ Chí Minh. Năm 2007, ông được trao giải Đạo diễn xuất sắc nhất tại Liên hoan phim Việt Nam lần thứ 15 tổ chức ở Nam Định.
Năm 2000, ông được Nhà nước phong tặng danh hiệu Nghệ sĩ nhân dân.
Năm 2007, ông được trao tặng Giải thưởng Nhà nước cho cụm phim tài liệu gồm: 1/50 giây cuộc đời; Việt Nam - Hồ Chí Minh; Vũ nữ Trà Kiệu; Truyền kỳ sự thật; Hình bóng tổ tiên; Hồ Chí Minh - hình ảnh của Người.
Sau khi về hưu (2005), ông chủ yếu sống tại quê nhà ở Hải Phòng. 
Ông mất ngày 20 tháng 9 năm 2023 tại nhà riêng ở Hải Phòng, sau khi lâm trọng bệnh, thọ 83 tuổi.

## Một số phim nổi bật
- 1/50 giây cuộc đời
- Việt Nam - Hồ Chí Minh
- Vũ nữ Trà Kiệu
- Hình bóng tổ tiên
- Hồ Chí Minh - hình ảnh của Người
- Truyền kỳ sự thật
- Nửa thế kỷ một ngày
- Đồng chí Phạm Văn Đồng
- Một thế kỷ, một đời người
- Lửa thiêng
- Hà Nội 12 ngày đêm tháng chạp 1972[5]

## Quan điểm nghệ thuật
Với tư cách là một nhà sản xuất phim tài liệu đồng thời là một nhà thơ, Nghệ sĩ Nhân dân Đào Trọng Khánh cho rằng: Thơ không thay thế cho phim tài liệu mà phim tài liệu cũng không thay thế cho thơ. Có vẻ như cũng chỉ là một. Chỉ khác nhau ở hình thức thể hiện. Làm thơ bằng phim hay làm phim như thơ, tôi nghĩ cũng là xúc cảm nghệ thuật trong một con người.